# Uvaria holtzei
Uvaria holtzei este o specie de plante angiosperme din genul Uvaria, familia Annonaceae, descrisă de Ferdinand von Mueller. Conform Catalogue of Life specia Uvaria holtzei nu are subspecii cunoscute.